# Celles (Charente-Maritime)
Celles é uma comuna francesa na região administrativa da Nova Aquitânia, no departamento de Charente-Maritime. Estende-se por uma área de 6 km². Em 2010 a comuna tinha 325 habitantes (densidade: 54,2 hab./km²).